# 아이다 리카코
아이다 리카코(일본어: 逢田 梨香子 あいだ りかこ[*], 1992년 8월 8일 ~ )는 일본의 성우, 배우, 가수. 도쿄도 출신. 켄 프로덕션 소속.